# Тяжеловозы

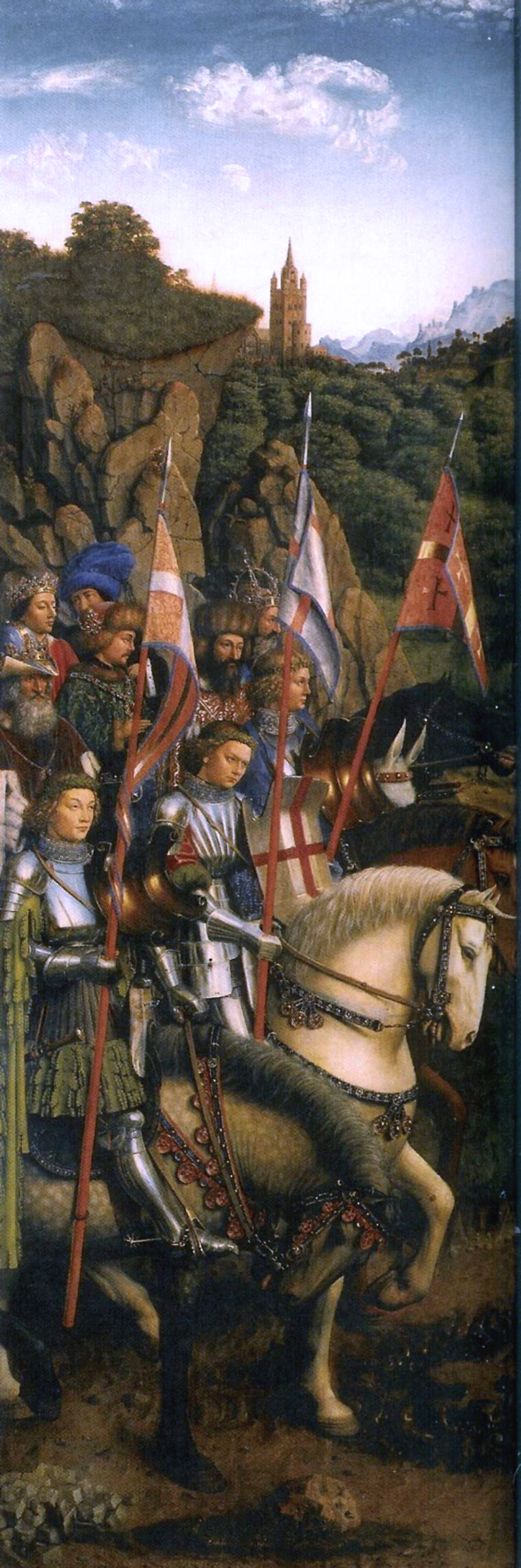
Рыцари на марше
(фрагмент алтаря собора Святого Бавона в Генте, расписанного Яном ван Эйком, до 1426—1432 годов).

Тяжеловозы, или крупные, тяжелоупряжные породы, — название пород рабочих лошадей, предназначенных для перевозки больших тяжестей.
Тяжеловозы отличаются массивностью телосложения и большой силой. На Руси тяжеловозы, или ломовые лошади (лошадь, для возки тяжестей) для перевозки возов, назывались также возовиками и возовыми лошадьми.

## История
Норийская лошадь имела в доисторическую эпоху двух представителей: одного мелкого, другого крупного типа. Полагают, что от первого произошли современные пони и мелкая туземная порода лошадей северных Европейских государств, а от второго — тяжеловозы Средней Европы. На разведение последних оказало большое влияние развитие военного дела, в частности средневекового рыцарства, так как их тяжёлое вооружение требовало лошадей значительной силы и величины. С Европейского континента она в XII века была перевезена в Англию, где под влиянием обильного кормления и достигла настоящих громадных размеров.
Позже лошади тяжелоупряжной (тяжеловозной) породы совершенствовались и выводились для использования в хозяйственных работах и перевозки грузов. Создание и совершенствование пород проводилось и проводится во многих странах мира.

## Характеристика
Для тяжеловозов характерны следующие признаки экстерьера:
- короткая мускулистая шея;
- спина средней длины с выраженным мышечным рисунком;
- сухие, крепкие ноги;
- широкий круп;
- средний вес животного — от 0,8 тонны до одной;
- высота — от 1,6 метра до двух.

## Российские и советские породы тяжеловозов
К тяжеловозам относится лучшая русская порода ломовых лошадей — русская тяжёлая лошадь битю́к, или битю́г, — продукт скрещивания (смешения) голландских и датских жеребцов, выписанных Петром I из Европы, с местными крупными кобылами или матками (Тамбовская и Воронежская губернии). Впоследствии эта порода была улучшена примесью орловской рысистой крови. Рассадником битюгской породы служил Хреновский завод, Воронежской губернии. Различали две разновидности битюга: крупную и среднюю. К сожалению, на данный период времени порода утрачена.
Названия российских и советских пород тяжеловозов:
- Битюг †
- Владимирский
- Воронежская
- Кузнецкая
- Мезенская
- Русский
- Советский
- Тавдинская

### Галерея

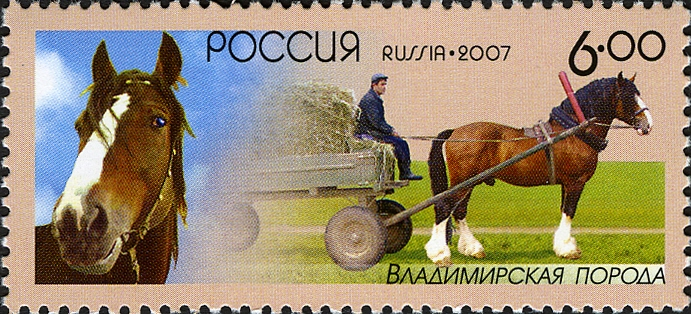
Владимирский тяжеловоз
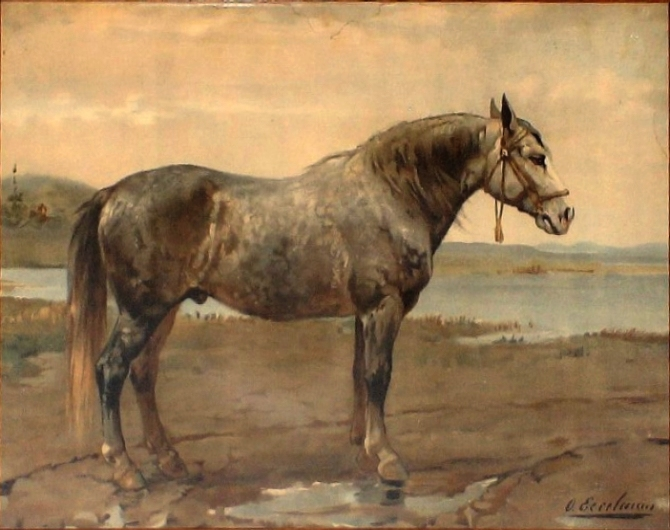
Русский тяжеловоз
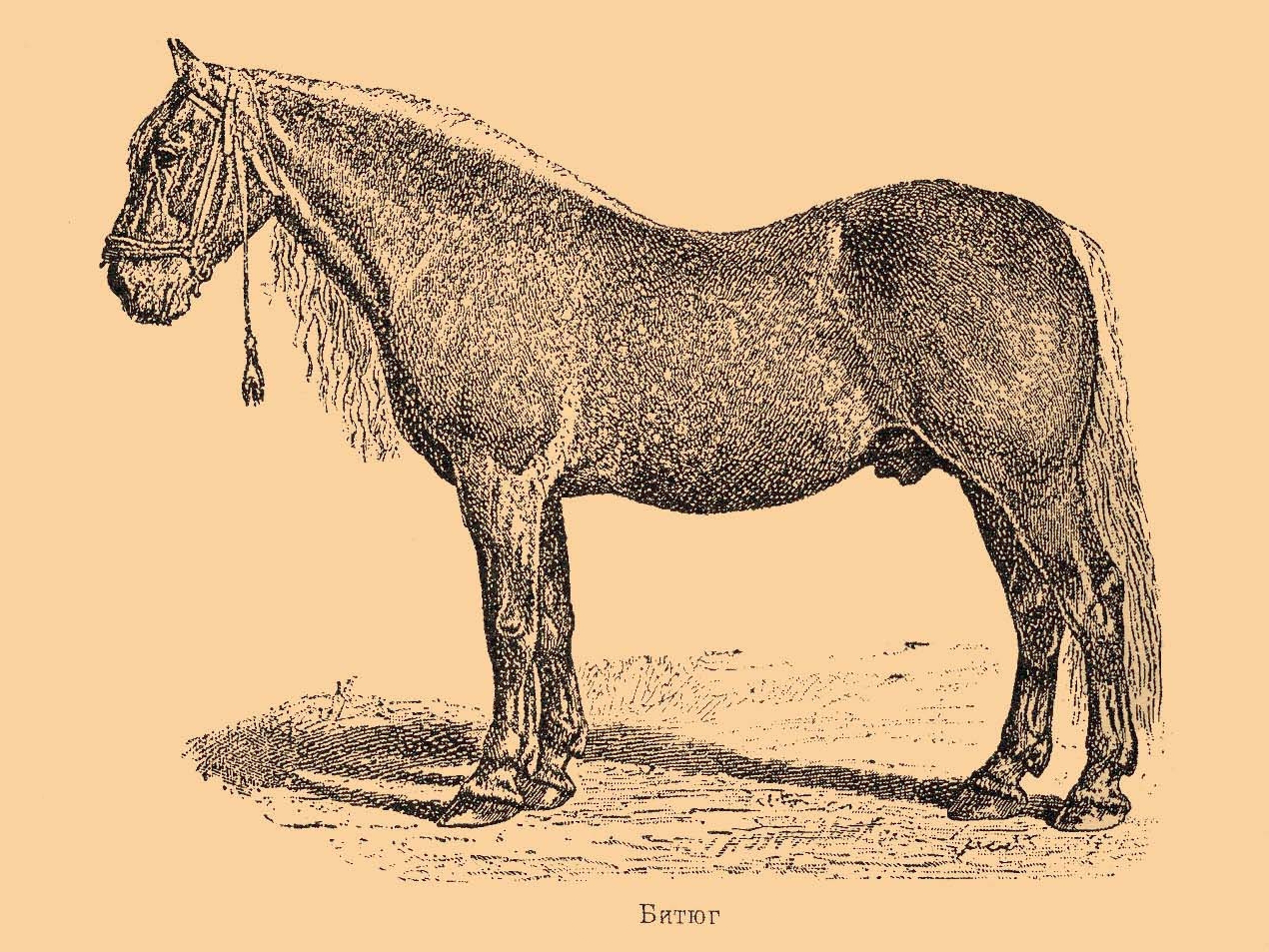
Битюг

## Некоторые западноевропейские породы тяжеловозов
К тяжеловозам относятся:
- фламандская порода лошадей в Бельгии;
- булонская и першеронская во Франции;
- суффолкская в Англии;
- клейдесдаль или (шотландский тяжеловоз).

Из сельскохозяйственных — арден или арденская (Бельгия), голландская и другие.
Названия некоторых западноевропейских пород тяжеловозов:
- брабансон
- першерон
- булонская лошадь
- бретонская
- клейдесдаль[13]
- арденская лошадь
- английский тяжеловоз (Шайр-Горс или Карт-Горс[14], шайр)

### Галерея

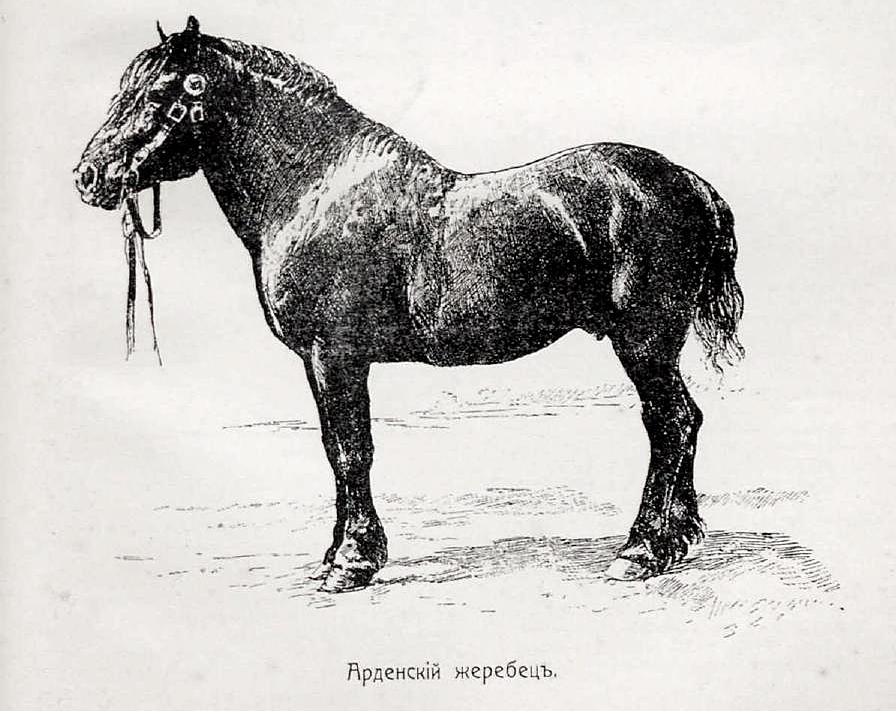
Арденский жеребец[11].
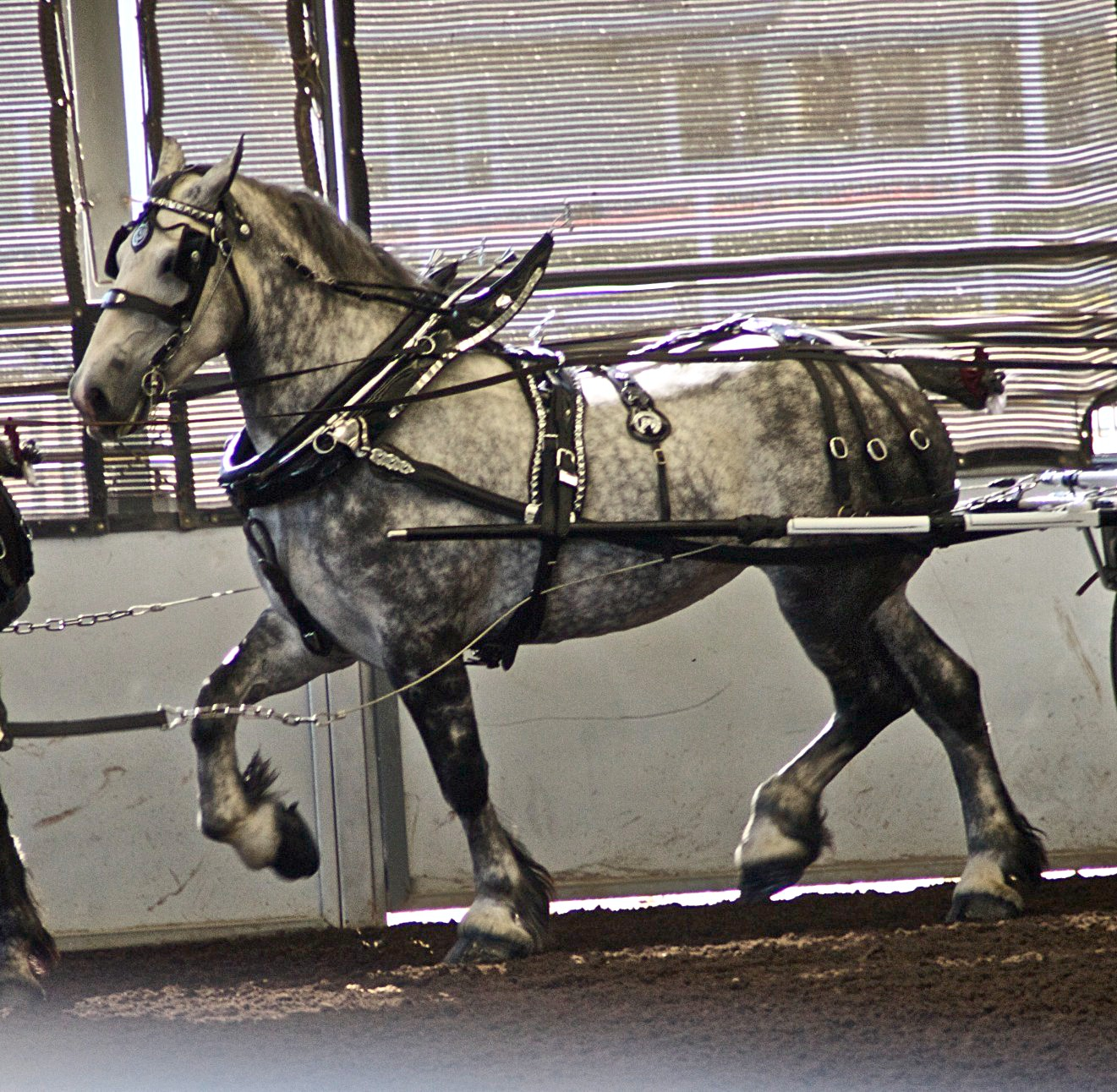
Першерон.
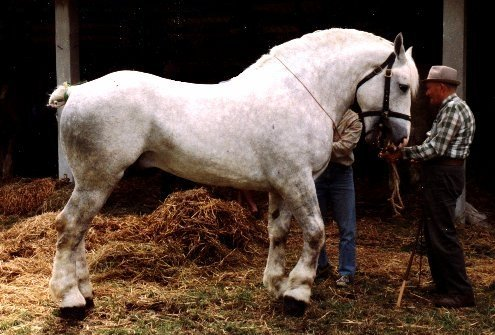
Булонская лошадь.

## Практические значение
До введения моторизации и механизации широко использовались в сельском хозяйстве и вообще для транспортировки тяжестей — ломового извоза. В наше время применяются мало, многие породы оказались на грани исчезновения.